# دنيا سامي
دنيا سامي (21 سبتمبر 1995 -) هي ممثلة وعازفة إيقاع مصرية.

## حياتها ونشأتها
وُلدت في 21 سبتمبر عام 1995 وتخرجت من المعهد العالي للفنون المسرحية، وشاركت في عدد من العروض المسرحية والمسلسلات التليفزيونية.

## مسيرتها
اهتمت دنيا سامي بالفن في سن مبكرة وبدأت مشوارها الفني بالإخراج والتمثيل على مسرح الجامعة أثناء فترة دراستها بالمعهد العالي للفنون المسرحية، فشاركت في العديد من العروض المسرحية، وبعد تخرجها من المعهد كانت بداية مسيرتها الفنية الحقيقية في عام 2017 حين شاركت في مسلسل «الطوفان»، وفي العام التالي أسند إليها دور في مسلسل «عوالم خفية» بطولة عادل إمام ثُم توالت مُشاركاتها في العروض المسرحية والمسلسلات التليفزيونية، والتي كان من أبرزها دورها في مسلسل «في بيتنا روبوت». تعلمت دنيا سامي أيضًا العزف الإيقاعي على آلة الطبلة وظهر ذلك في بعض العروض المسرحية والأعمال التليفزيونية التي شاركت فيها.

## أعمالها
| سنة العرض | اسم العمل                                    | نوع العمل | الدور                |
| --------- | -------------------------------------------- | --------- | -------------------- |
| 2025      | كتالوج                                       | مسلسل     | هالة                 |
| 2025      | نص الشعب اسمه محمد                           | مسلسل     | نجلا                 |
| 2023      | بالطو                                        | مسلسل     | ألفت ام قوصه و لبانه |
| 2022      | بابلو                                        | مسلسل     | عطية                 |
| 2022      | في بيتنا روبوت (الجزء الثاني)                | مسلسل     | هدير                 |
| 2021      | أنصاف مجانين                                 | مسلسل     |                      |
| 2021      | إلا أنا - الموسم الثاني (حكاية بدون ضمان)    | مسلسل     | رحاب                 |
| 2021      | في بيتنا روبوت (الجزء الأول)                 | مسلسل     | هدير                 |
| 2020      | جمال الحريم                                  | مسلسل     |                      |
| 2020      | مملكة إبليس - الجزء الثاني (أسطورة الأساطير) | مسلسل     | الغازية منال         |
| 2020      | موضوع حساس                                   | مسرحية    |                      |
| 2019      | البرنسيسة بيسة                               | مسلسل     | إخلاص                |
| 2019      | دراما الشحاتين                               | مسرحية    |                      |
| 2018      | عوالم خفية                                   | مسلسل     | رضا                  |
| 2017      | الطوفان                                      | مسلسل     |                      |

## وصلات خارجية
- دنيا سامي على موقع IMDb (الإنجليزية)
- دنيا سامي على موقع الدهليز
- دنيا سامي على موقع قاعدة بيانات الأفلام العربية